# 飯島敏宏
飯島 敏宏（いいじま としひろ、1932年9月3日 - 2021年10月17日）は、日本の演出家、テレビプロデューサー、脚本家。
東京市本郷区（現：東京都文京区）出身。TBS、株式会社ドリマックス・テレビジョン（旧：株式会社木下恵介プロダクション、株式会社木下プロダクション）を経て、フリーであった。

## 来歴
東京都立小石川高等学校を卒業後、一浪したのち劇作家・加藤道夫への関心から1952年に慶應義塾大学文学部に入学。当時加藤は同大学文学部国文学科で教鞭をとっていたが翌年自殺。国文学科に進む意義を失って英文学科を選択した。在学中は放送研究会に所属し放送劇の脚本を執筆。放送劇コンクールで受賞者常連となる。大伴昌司や藤川桂介と知り合ったのもこのころ。
ラジオ東京テレビでの1年間のアルバイトを経て1957年、KRT（現:TBSテレビ）に社員として採用される。TBS演出部に所属し、数本のテレビドラマでADを務めたのち、同年、『ますらを派出夫会』でテレビドラマ初演出となり、『鳴門秘帖』にて初めて演出としてクレジットされる。
1961年に製作された『月曜日の男』ではプロデューサー、脚本、演出を担当した上に、水原弘が歌った同名主題歌の作詞（持統院丈太郎名義）を担当した。
1962年に『月曜日の男』でレギュラー出演していた女優の矢代京子と結婚し、同年11月に披露宴を日比谷日活ホテルにて挙げる。
1963年に新設のTBS映画制作部に異動。映画部所属の監督研修という名目として国際放映撮影所に出向、滝沢英輔監督の『父子鷹』監督補として付き、『小太刀を使う女』や『柔道一代』の中盤から監督を担当する。他、同時代の国際放映での作品には『青年同心隊』や『泣いてたまるか』（渥美清版）がある。
1964年、TBSテレビ演出部の先輩である円谷一の要請で円谷英二率いる円谷特技プロダクションにやはり映画部所属の監督として出向、『ウルトラQ』の監督や脚本の執筆、金城哲夫の執筆した脚本の改稿を担当する。その後も、のちに円谷プロの代表作となる『ウルトラマン』（1966年）や『ウルトラセブン』（1967年）などのウルトラシリーズ、『怪奇大作戦』（1968年）などを世に送り出した。
1970年、TBS社内の編成によって、木下恵介プロダクション（後の木下プロダクション→ドリマックス・テレビジョン、現在のTBSスパークル）にTBS社員として出向、1992年、TBSを定年退職後に木下プロダクションの社長となり、のち会長職に。木下プロでは、演出家のみならずプロデューサーとしてもテレビドラマに携わるようになる。木下恵介プロへの出向は、親しい後輩である実相寺昭雄がTBS退社を申し出る際の付き添いで人事部に行ったところ、その場で命じられたと言う。
山田太一の初期の代表作『それぞれの秋』など『木下恵介 人間の歌シリーズ』（1970年～1977年）や、一大ブームを巻き起こした『金曜日の妻たちへ』（1983年）を手がけ、「ドラマのTBS」の一翼を担った。
2003年（平成15年）7月、木下プロは株式会社VSOを吸収する形で株式会社ドリマックス・テレビジョンに商号変更、東京放送（現：東京放送ホールディングス）の連結子会社となったあとは契約プロデューサーとして同社に関わり、2007年、同職を自ら辞しフリーとなる。
2021年10月17日午後8時59分、誤嚥性肺炎のため死去。89歳没。

## 人物
- 夫人は女優の矢代京子（新東宝第5期、『月曜日の男』に出演）[8]。
- 脚本家としてのペンネームは千束 北男（せんぞく きたお）[出典 6]。新婚当時、大田区北千束に居を構えていたことからそれをもじって「北千束の夫」という意味合いで付けられた「千束北夫」を、台本の印刷時に「北男」としてしまったことが由来とされる[2]。
- 『ウルトラマン』の代表キャラクターであるバルタン星人が登場した第2話「侵略者を撃て」と、第16話「科特隊宇宙へ」の監督と脚本を担当しており、バルタン星人の生みの親と称される[2][4]。バルタン星人の登場作品としては映画『ウルトラマンコスモス THE FIRST CONTACT』や『ウルトラマンマックス』第33話「ようこそ！地球へ 前編 バルタン星の科学」と第34話「ようこそ! 地球へ 後編 さらば!バルタン星人」なども担当しており、1993年には制作中止となった『ウルトラマン バルタン星人大逆襲』の脚本も執筆した[2]。飯島はバルタン星人を「今よりも科学や経済が発達した人類の未来の姿を映した反面教師」と位置づけており、悪役として描かれた後発のバルタン星人については認めていないと発言している[2][4]。
- 俳優の中島春雄は、飯島についてスマートなジェントルマンという印象で、円谷英二や本多猪四郎と似た雰囲気の優しい監督であったと評している[9]。中島は俳優を引退したあとに偶然飯島と再会し、出演を要望されたが実現には至らなかったという[9]。

## 主な担当作品

### TBS演出部時代
- 1957年『ますらを派出夫会』演出
- 1958年『維新風雲録』演出
- 1959年『鳴門秘帖』演出
- 1959年『朝焼け富士』演出
- 1960年『大江戸の鷹』演出
- 1960年『刺客』（東芝日曜劇場）演出
- 1960年『お犬さま係』（東芝日曜劇場）演出
- 1960年『青空はいつも…東京の若ものたち』（日立劇場）
- 1961年『赤西蠣太』（東芝日曜劇場）演出
- 1961年『山本周五郎アワー』演出
- 1961年『月曜日の男』脚本・演出

### TBS映画部時代
- 1962年『柔道一代』（1964年まで）監督
- 1964年『父子鷹』監督補
- 1964年『青年同心隊』監督
- 1965年『ウルトラQ』脚本・監督[1]
- 1966年『泣いてたまるか』（1968年まで）監督
- 1966年『ウルトラマン』脚本・本編監督
- 1967年『レモンのような女』第6話のエピソード2を監督
- 1967年『風』監督
- 1967年『白バイ』監督
- 1967年『ウルトラセブン』監督
- 1968年『怪奇大作戦』監督

### 木下恵介プロ→木下プロ→ドリマックス時代
- 1970年『冬の旅』プロデューサー
- 1970年『俄ー浪華遊侠伝』プロデューサー・演出
- 1971年『春の嵐』プロデューサー・演出
- 1971年『帰ってきたウルトラマン』[注釈 1]
- 1972年『白い夏』プロデューサー・演出
- 1972年『愛よ、いそげ!』プロデューサー・演出
- 1973年『夏の別れ』プロデューサー・演出
- 1973年『それぞれの秋』プロデューサー
- 1973年『冬の貝殻』プロデューサー・演出
- 1976年『早春物語』プロデューサー・演出
- 1978年『あした泣く』プロデューサー
- 1978年『怪しの海』原案[注釈 2]
- 1981年『微笑天使』プロデューサー・演出
- 1981年『思えば遠くへ来たもんだ』プロデューサー・演出
- 1981年『続・思えば遠くへ来たもんだ』プロデューサー・演出
- 1981年『春まっしぐら!』プロデューサー
- 1982年『生と死の48時間 消えた週末』プロデューサー・演出
- 1983年『金曜日の妻たちへ』プロデューサー・演出
- 1983年『外科医 城戸修平』プロデューサー
- 1983年『さよならを教えて』プロデューサー・演出
- 1984年『金曜日の妻たちへII 男たちよ、元気かい？』プロデューサー・演出
- 1984年『嘘つきは恋のはじまり』脚本・演出
- 1985年『毎度おさわがせします』企画
- 1985年『金曜日の妻たちへIII 恋におちて』プロデューサー・演出
- 1986年『早春物語〜私、大人になります〜』企画
- 1986年『金曜日には花を買って』プロデューサー・演出
- 1986年『泣いてたまるか』(西田敏行版[注釈 3])
- 1987年『男たちによろしく』プロデューサー
- 1987年『赤ちゃんに乾杯!』企画
- 1988年『海岸物語 昔みたいに…』
- 1988年『空に星があるように』プロデューサー・演出
- 1988年『心変わり』演出
- 1989年『ホテル物語・夏!』企画
- 1989年『雨よりも優しく』企画
- 1989年『ウルトラマンをつくった男たち 星の林に月の舟』企画
- 1989年『パパが私で私がパパで』プロデューサー・演出
- 1990年『都会の森』企画
- 1991年『それでも家を買いました』企画・演出
- 1992年『木曜日の食卓』企画
- 1992年『松本清張サスペンス 黒い画集・証言』企画
- 1993年『わたしってブスだったの?』プロデューサー
- 1993年『憎しみに微笑んで』企画
- 1994年『適齢期』企画・演出
- 1995年『私、味方です』プロデューサー
- 1995年『ひと夏のラブレター』プロデューサー
- 1997年『君が人生の時』プロデューサー
- 1998年『びんぼう同心御用帳』監督[注釈 4]
- 2005年『理想の生活』(NHK) プロデューサー
- 2006年『ウルトラマンマックス』脚本・監督
- 2007年『夏雲あがれ』(NHK) プロデューサー

### 映画
- 1972年『怪獣大奮戦 ダイゴロウ対ゴリアス』脚本・監督
- 1979年『衝動殺人 息子よ』プロデューサー
- 1987年『二十四の瞳』プロデューサー
- 2001年『ウルトラマンコスモス THE FIRST CONTACT』脚本・監督
- 2010年『ホームカミング』脚本・監督（公開は2011年3月12日）

### ラジオ
- 2003 - 2004年『ウルトラQ倶楽部』（TBSラジオ） 脚本・演出

### オリジナルビデオ
- 2003年『ウルトラの揺り籠』企画・構成・監督

## 飯島敏宏（に該当する役）を演じた俳優
テレビドラマ
- 石田純一（『ウルトラマンをつくった男たち 星の林に月の舟』（1989年、TBS） - 飯沢宏美 役

## 著書・回想、関連図書
- 『バルタンの星のもとに』（風塵社、1997年）ISBN 4-938733-32-3

池田憲章と河崎実による回想インタビューと、実相寺昭雄との対談を収録。円谷プロダクション監修。
- 『飯島敏宏「ウルトラマン」から「金曜日の妻たちへ」』（双葉社、2011年）ISBN 978-4-575-30298-1

白石雅彦による同氏の評伝と、飯島敏宏（千束北男）の小説、シナリオで構成されている。
- 「ウルトラマン誕生大作戦」『日本経済新聞』朝刊文化欄（2016年2月19日）
- 『バルタン星人を知っていますか？～テレビの青春、駆け出し日記～』（小学館、2017年）
- 『ギブミー・チョコレート』（角川書店、2019年08月30日）ISBN 978-4-041-08204-1

「少国民」と呼ばれた子どもたちが見た戦争のリアルを描く、著者87才という年齢で書き上げた渾身の自伝的物語。